# Огасавара-рю
Огасавара-рю (яп. 小笠原流, «школа Огасавара») — древняя школа кюдзюцу, классическое японское боевое искусство (корю), основанное в XII веке кланом Огасавара.

## История
Школа Огасавара-рю была основана во времена периода Камакура мастером по имени Огасавара Нагакиё из клана Огасавара, который связан с родом Минамото. В ней изучались верховая езда (бадзюцу), стрельба из лука (кюдзюцу), конная стрельба из лука (ябусамэ) и этикет (рэйхо) с акцентом на церемониальные и ритуальные практики. Школа располагалась в деревне Огасавара. Отец Огасавара Нагакиё, Минамото Томицу, был большим знатоком классических трактатов того времени, а также большим мастером боевых искусств. Благодаря своей храбрости, которую он проявил в войне против клана Тайра, он получил высокую почётную должность. Нагакиё служил у Минамото-но Ёритомо, основателя и первого сёгуна в период сёгуната Камакура, был мастером стрельбы из лука и верховой езды, что принесло большую славу его школе. Однако, искусство этикета не было особо востребовано в те времена среди самураев, поэтому Nagakiyo не преподавал его.

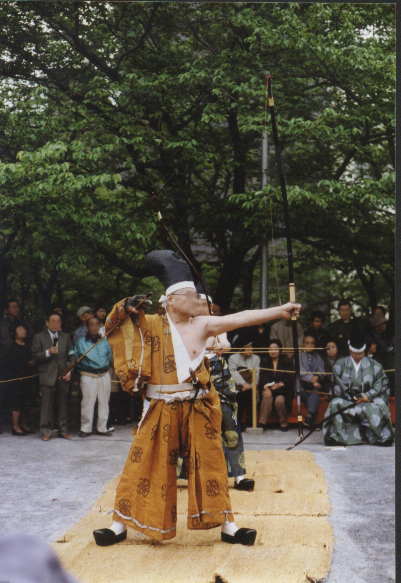
Огасавара-рю Кюдзюцу

Во время правления Асикага Такаудзи, первого сёгуна Асикага, на потомка Нагакиё, Огасавара Садамунэ (1292—1347), была возложена ответственность за соблюдением этикета и ритуалов при дворе. Сёгун взял Садамунэ себе на службу в связи с его активным участием в свержении сёгуната Камакура, и заверил его, что Огасавара-рю станет главной школой в преподавании искусства самурайского этикета согласно Бусидо. В то время Садамунэ был учеником мастера школы Риндзай Сэйсэцу Сёхо и включил практику дзэн в состав учебной программы школы. Спустя три поколения после Садамунэ, Огасавара Нагахидэ, который унаследовал должность своего отца, в 1380 году составил первый в истории Японии трактат придворного этикета «Санги Итто». Помимо этикета, «Санги Итто» содержит учения семьи Огасавара по верховой езде и стрельбе из лука. Этот трактат стал каноническим в школе Огасавара. Несмотря на это, боевые аспекты преподавания школы были в значительной степени утеряны к концу периода Муромати, и школа выжила только как система придворных манер. Однако, в 1724 году, Огасавара Хэйбэй Цунэхару возродил преподавание искусства конной стрельбы из лука.
В период Эдо, семье Огасавара было поручено обучать элиту сёгуната тонкостям этикета. Постепенность учение Огасавара-рю стало проникать и за пределы двора, в среду менее высокопоставленных самураев. Этикет, преподаваемый в Огасавара-рю, стал считаться эталоном поведения. В школе преподавались не только различные ритуалы для ежегодных мероприятий, но и также, к примеру, умение меблировать комнаты, умение носить и складывать одежду, умение составлять карты, умение вести себя во время еды, умение заворачивать подарки и многое другое.
В 1960-е года, Тадамунэ Огасавара, который является наследником традиций Огасавара-рю, впервые открыто продемонстрировал элементы этого искусства в Японии. Школа Огасавара, до того времени, была очень закрытой, в ней могли учиться только придворные аристократы, и вне круга высокообразованных самураев она была мало известной. По мнению мастера Тадамунэ , отсутствие вежливости и самодисциплины в обществе приводит к деморализации умов, поэтому он решил открыть доступ к обучению для широкой общественности. Школа Огасавара признана одной из японских культурных ценностей, насчитывающей более 8-вековую историю. Таким образом, преподавание искусства этикета в Огасавара-рю вышло на новый уровень. Например, сейчас в нём проходит обучение персонал автокомпании Lexus.
На сегодняшний день 31-м главой школы Огасавара-рю является Огасавара Киётада, а сама школа официально входит в состав организации Нихон Кобудо Кёкай.

## Этикет
Школа Огасавара заложила основы этикета для сословия самураев. Они включают поклоны (учение школы описывает 9 различных способов выполнения поклонов), умение эстетично есть, правила брачных отношений и прочие аспекты повседневной жизни, вплоть до таких мелочей, как открытие и закрытие дверей.